# آديلايد غاي
آديلايد غاي (بالإنجليزية: Adelaide Gay)‏ (3 نوفمبر 1989 في الولايات المتحدة - ) هي لاعبة كرة قدم أمريكية في مركز حراسة المرمى. لعبت مع بورتلاند ثورنز وواشنطن سبيريت وPali Blues ‏ وKvarnsvedens IK ‏.

## وصلات خارجية
- آديلايد غاي على موقع قاعدة بيانات كرة القدم.إي يو (الإنجليزية)
- آديلايد غاي على موقع Soccerway.com (الإنجليزية)